# 굿나이트 (기저귀)
굿나이트(Goodnites, 구 Pull-Ups Goodnites ; 영국 및 북미 이외의 대부분의 시장에서는 DryNites(드라이나이트) 로 알려져 )은 야뇨증 관리용으로 설계된 기저귀이다. 굿나이트는 Kimberly-Clark 에서 생산된다. 이 제품은 유럽의 Huggies 브랜드 웹페이지에서도 Huggies Goodnites라는 명칭으로 판매된다.
굿나이트는 일회용 기저귀 중 중간 수준으로 어린이, 청소년 및 젊은 성인을 대상으로 한다.

## 한국 시장에서
우리나라에서는 IMF 위기 말기인 2001년에 하기스 토들러 팬츠 단종 시점부터 한동안 유한킴벌리가 직수입 하였으나 당시 야뇨증에 대한 인식이 바닥에 가까워 만년 판매부진으로 하기스 매직팬티가 국내 생산, 출시된 2005년 단종되었으나, 이후 2009년 부터 유한킴벌리 국내생산 제품으로 다시 나오기 시작한다. 한편 한국 국내 생산 제품은 굿나이트 중 유일하게 매직팬티처럼 벨크로가 붙어 나온다.

## 같이 보기
```
* 
하기스

* 
유한킴벌리

```

1. ↑  “Goodnites®Nighttime Underwear For Girls (Sizes XS, S/M, L, XL)”. 《www.kimberly-clark.com》 (미국 영어). 2023년 1월 8일에 확인함.
2. ↑  Roy, Matt (2021년 4월 1일). “Increasing price on diapers could increase need for donations”. 《WICS》 (영어). 2023년 1월 12일에 확인함.
3. ↑  “Goodnites® Bedtime Pants | Huggies® Healthcare US”. 《www.huggieshealthcare.com》 (미국 영어). 2023년 2월 2일에 확인함.
4. ↑  “Welcome to DryNites® - Country Selector”. 《www.drynites.com》. 2023년 1월 10일에 확인함.